# آمریکامارواران
آمریکامارواران (به لاتین: Amerophidia)، که همچنین به عنوان مارهای آمریکایی (amerophidian) شناخته می‌شود، یک بالاخانواده از مارها است که شامل دو خانواده است: لوله‌ماران (شامل یک گونه جداگانه، لوله‌مار قرمز Anilius scytale) و اژدرماران کوتوله (دارای ۲ سرده، Trachyboa با ۲ گونه، Trachyboa با ۳۲ گونه).